# Adiganahalli, Hunsur
Adiganahalli là một làng thuộc tehsil Hunsur, huyện Mysore, bang Karnataka, Ấn Độ.